# Госцимовиці-Другі
Госцимовиці-Другі (пол. Gościmowice Drugie) — село в Польщі, у гміні Мощениця Пйотрковського повіту Лодзинського воєводства.
Населення — 410 осіб (2011).
У 1975-1998 роках село належало до Пйотрковського воєводства.

## Демографія
Демографічна структура станом на 31 березня 2011 року:
|          | Загалом | Допрацездатний вік | Працездатний вік | Постпрацездатний вік |
| -------- | ------- | ------------------ | ---------------- | -------------------- |
| Чоловіки | 197     | 50                 | 124              | 23                   |
| Жінки    | 213     | 38                 | 118              | 57                   |
| Разом    | 410     | 88                 | 242              | 80                   |